# 聚頻磁鐵
聚頻磁鐵（undulator） 又稱波蕩器，是在粒子物理學中使用到的設備，一般是大設施的一部份，例如自由電子激光，由很多二極磁體以週期重複排列而成。這些磁體可以是永久磁鐵或超導磁鐵，聚頻磁鐵內有一長通道讓電子束通過，通道兩旁各有大量磁體，磁體的極向與通道垂直並頻密地週期性交替變換，當電子束通過這通道時就會被迫週期性橫向擺動、震蕩，因而放出能量。